# Bernd Kassner
Bernd Kassner (Dachau, 29 de marzo de 1964) es un expiloto de motociclismo de velocidad alemán, que compitió regularmente en el Campeonato Mundial de Motociclismo desde 1989 hasta 1995. Es nieto del también piloto Horst Kassner.

## Trayectoria
Sistema de puntuación de 1988 a 1992:
| Posición | 1.º | 2.º | 3.º | 4.º | 5.º | 6.º | 7.º | 8.º | 9.º | 10.º | 11.º | 12.º | 13.º | 14.º | 15.º |
| Puntos   | 20  | 17  | 15  | 13  | 11  | 10  | 9   | 8   | 7   | 6    | 5    | 4    | 3    | 2    | 1    |

Sistema de puntuación de 1993 en adelante:
| Posición | 1.º | 2.º | 3.º | 4.º | 5.º | 6.º | 7.º | 8.º | 9.º | 10.º | 11.º | 12.º | 13.º | 14.º | 15.º |
| Puntos   | 25  | 20  | 16  | 13  | 11  | 10  | 9   | 8   | 7   | 6    | 5    | 4    | 3    | 2    | 1    |

| Año  | Categoría | Moto    | 1       | 2      | 3       | 4       | 5       | 6       | 7      | 8       | 9       | 10     | 11      | 12      | 13      | 14      | 15    | Ptos. | Pos. |
| ---- | --------- | ------- | ------- | ------ | ------- | ------- | ------- | ------- | ------ | ------- | ------- | ------ | ------- | ------- | ------- | ------- | ----- | ----- | ---- |
| 1989 | 250cc     | Yamaha  | JAP -   | AUS -  | USA -   | ESP -   | NAC -   | ALE 20  | AUT 20 | YUG -   | NED -   | BEL -  | FRA -   | GBR -   | SUE -   | CHE -   | BRA - | 0     | -    |
| 1990 | 250cc     | Yamaha  | JAP -   | USA -  | ESP -   | NAC 17  | ALE Ret | AUT 21  | YUG 15 | NED 16  | BEL 13  |        |         |         |         |         |       | 39    | 16.º |
| 1990 | 250cc     | Honda   |         |        |         |         |         |         |        |         |         | FRA 18 | GBR Ret | SUE DNS | CHE 17  | HUN 20  | AUS - | 39    | 16.º |
| 1991 | 250cc     | Aprilia | JAP -   | AUS -  | USA -   | ESP -   | ITA 22  | ALE 17  | AUT 20 | EUR -   | NED 21  | FRA 17 | GBR 16  | RSM -   | CHE 15  | LMA Ret | MAL - | 1     | 40.º |
| 1992 | 250cc     | Aprilia | JAP 23  | AUS 20 | MAL Ret | SPA 17  | ITA 22  | EUR Ret | ALE 10 | NED 13  | HUN 15  | FRA 16 | GBR 12  | BRA 16  | RSA 13  |         |       | 1     | 26.º |
| 1993 | 250cc     | Aprilia | AUS 20  | MAL 22 | JAP 22  | ESP Ret | AUT Ret | ALE 18  | NED 17 | EUR 14  | RSM 20  | GBR 17 | CZE Ret | ITA 21  | USA 20  | FIM 18  |       | 2     | 31.º |
| 1994 | 250cc     | Aprilia | AUS Ret | MAL 14 | JAP 19  | ESP 14  | AUT 14  | ALE Ret | NED 14 | ITA 15  | FRA 20  | GBR -  | CZE -   | USA -   | ARG -   | EUR -   |       | 9     | 25.º |
| 1995 | 250cc     | Aprilia | AUS Ret | MAL 23 | JAP 13  | ESP 22  | ALE Ret | ITA 21  | NED 16 | FRA Ret | GBR Ret | CZE 19 | RIO 21  | ARG Ret | EUR Ret |         |       | 3     | 28.º |

| Color     | Resultado                                                               |
| --------- | ----------------------------------------------------------------------- |
| Oro       | Ganador                                                                 |
| Plata     | 2.ª plaza                                                               |
| Bronce    | 3.ª plaza                                                               |
| Verde     | Finalizó en los puntos                                                  |
| Azul      | Finalizó sin puntos                                                     |
| Azul      | NC - No clasificado                                                     |
| Violeta   | Ret - No terminó (Carrera)                                              |
| Rojo      | DNQ - No se clasificó                                                   |
| Negro     | DSQ - Descalificado                                                     |
| Blanco    | DNS - No empezó (carrera)                                               |
| Blanco    | WD - Retirado (fin de semana)                                           |
| Blanco    | C - Carrera cancelada                                                   |
| Sin color | DNP - Inscrito pero no participó                                        |
| Sin color | INJ - Lesionado                                                         |
| Sin color | EX - Excluido                                                           |
| Estado    | Resultado                                                               |
| Negrita   | Pole position                                                           |
| Cursiva   | Vuelta rápida                                                           |
| †         | Abandona, pero clasifica al completar el porcentaje requerido para ello |